# Ooencyrtus xanthogaster
Ooencyrtus xanthogaster är en stekelart som först beskrevs av Girault 1915.  Ooencyrtus xanthogaster ingår i släktet Ooencyrtus och familjen sköldlussteklar. Inga underarter finns listade i Catalogue of Life.